# Grid GridLite
Grid GridLite (GridLite) је професионални рачунар фирме Grid који је почео да се производи у Сједињеним Америчким Државама током 1987. године.
Користио је 80C86, CMOS (верзија процесора 8086) микропроцесорску јединицу а RAM меморија рачунара је имала капацитет од 128 KB до 640 KB на плочи, до 1 MB спољашње EMS.
Као оперативни систем кориштен је MS-DOS 3.2.

## Детаљни подаци
Детаљнији подаци о рачунару GridLite су дати у табели испод.
|                       |                                                  |
| [ 1 ]                 |                                                  |
| Произвођач            |                                                  |
| Тип                   | професионални рачунар                            |
| Меморија              | 128 до 640 на плочи, до 1 спољашње EMS           |
| Поријекло             | Сједињене Америчке Државе                        |
| Година                | 1987                                             |
| Тастатура             | 71 тастер, укључујући 12 функцијских тастера     |
| Процесор              | верзија процесора 8086                           |
| Фреквенција процесора | 4,77                                             |
| RAM                   | 128 до 640 на плочи, до 1 спољашње EMS           |
| ROM                   | Све до 1 MB                                      |
| Текст                 | 80 знакова x 25 линија                           |
| Графика               | 320 или 640 x 200 тачака                         |
| Боја                  | једна боја                                       |
| Звук                  | мали звучник                                     |
| Димензије             | 34 (ширина) x 28,5 (дубина) x 7,1 (висина) / 4,5 |
| Портови               |                                                  |
| Оперативни систем     |                                                  |